# Pierre Le Gros der Jüngere

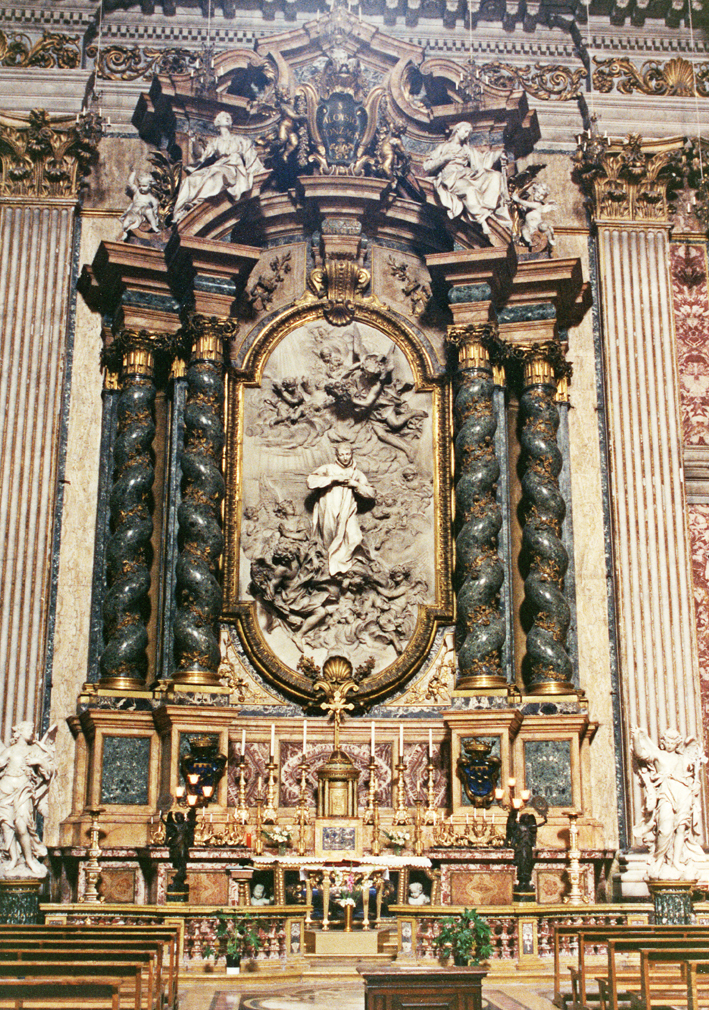
Altar des heiligen Luigi Gonzaga (Rom, Sant’Ignazio), 1697–1699.

Pierre Le Gros (* 12. April 1666 in Paris; † 3. Mai 1719 in Rom) war ein französischer Bildhauer im spätbarocken Rom. Er nahm im römischen Kunstbetrieb einen führenden Rang ein und war um die Wende zum 18. Jahrhundert maßgeblich an vielen bedeutenden Skulpturprojekten beteiligt. Da er in Frankreich fast nicht in Erscheinung trat, wird er zumeist der italienischen Kunstgeschichte zugerechnet.
Sein Name wird heute oft Legros geschrieben, während er selbst stets als Le Gros unterzeichnete. Um ihn vom gleichnamigen Vater Pierre Le Gros zu unterscheiden, präzisiert man häufig mit dem Zusatz der Jüngere. Vor allem im englischen und französischen Sprachraum nennt man ihn auch Pierre II Legros.

## Leben

### Jugend und Ausbildung
Le Gros war der Sohn des älteren Pierre Le Gros und dessen früh verstorbener Ehefrau Jeanne Marsy. Sowohl der Vater als auch die beiden Onkel Gaspard und Balthazar Marsy waren vielbeschäftigte Hofbildhauer für Ludwig XIV. Auch seine Stiefmutter Marie Le Pautre entstammte einer Pariser Künstlerfamilie von namhaften Kupferstechern und Bildhauern. Frühzeitig wurde der junge Pierre vom Vater in die Herstellung von Skulpturen eingewiesen, während er Zeichnen beim Großvater, dem Kupferstecher Jean Le Pautre, lernte. Als 15-Jähriger erbte er die gesamten Zeichnungen und Modelle seines Onkels Gaspard. Später war er in den Wettbewerben der Académie Royale erfolgreich. 1685 gewann er den dritten Preis für Modellzeichnen, 1686 den ersten für Skulptur und damit ein Stipendium zum Aufenthalt in Rom.
Als er 1690 an der französischen Akademie in Rom eintraf, fand er dort bereits seinen Cousin vor, den Bildhauer Pierre Le Pautre. Bald freundeten sich beide auch mit dem jungen Architekten Gilles-Marie Oppenordt an. Die Akademie befand sich zu jener Zeit wegen der hohen Kriegskosten des Königs in einer anhaltenden Geldnot. Erst nach beständigem Drängen wurde es Le Gros erlaubt, eine antike, damals fälschlich als Vetturie bezeichnete Statue in Marmor zu kopieren. Heute im Jardin des Tuileries aufgestellt, ist diese Figur das einzige Beispiel seiner Bildhauerkunst, das sich in Paris befindet.

### Unabhängigkeit

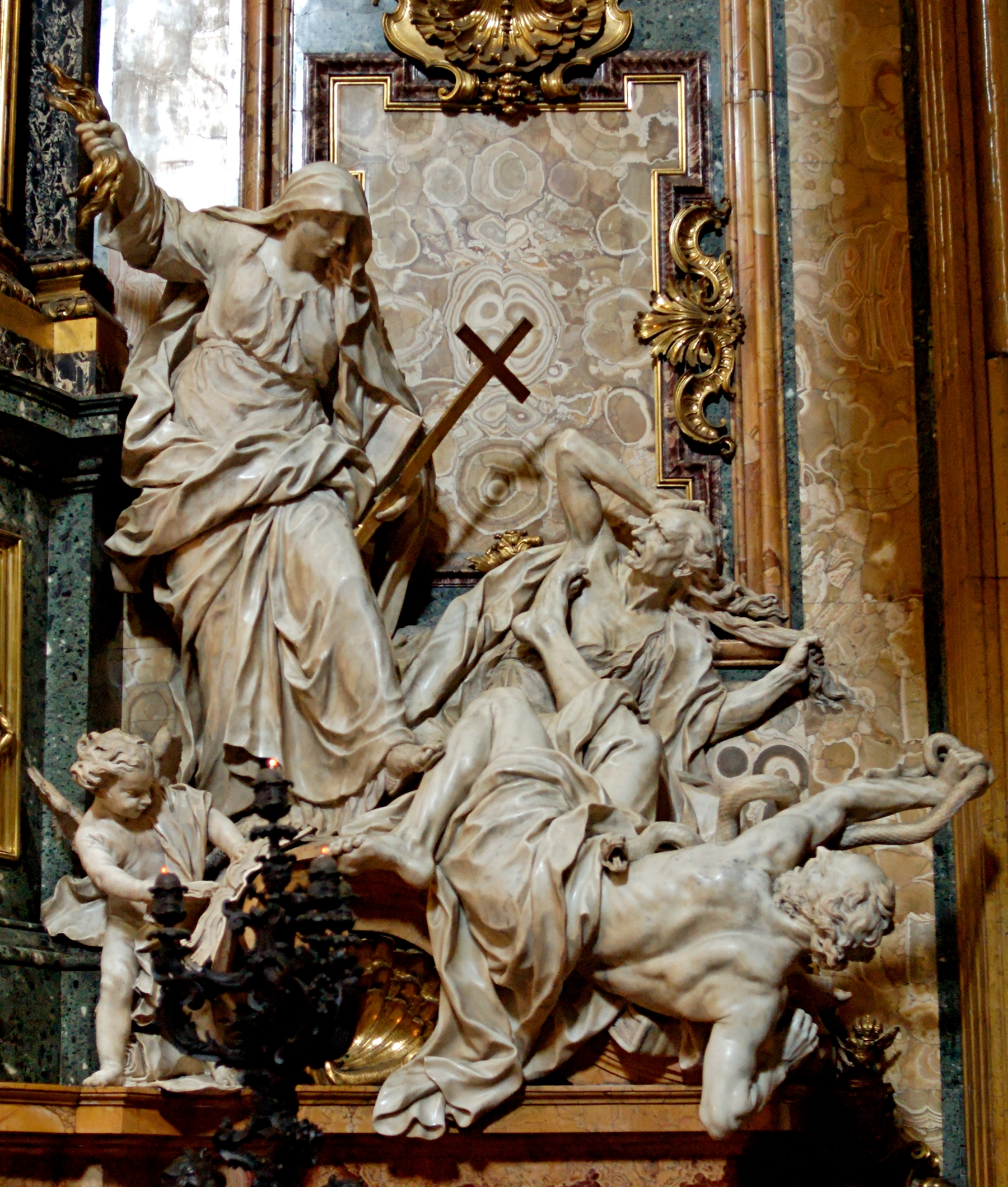
Die Religion vertreibt die Ketzerei (Rom, Il Gesù, Ignatius-Altar), 1695–1698.

Das Nahen des Jubeljahrs 1700 spornte die Jesuiten an, ein lange ins Auge gefasstes Projekt voranzutreiben. Im Gesù, der Mutterkirche des Ordens, sollte ein prachtvoller Altar über dem Grab des Ordensgründers Ignatius von Loyola erstehen. Die Bildhauer Roms wurden 1695 aufgerufen, detaillierte Modelle für die Ausführung einer Figurengruppe zu unterbreiten, dabei jedoch einem Gesamtentwurf von Andrea Pozzo zu folgen. Auch Le Gros beteiligte sich heimlich und erhielt den Auftrag für Die Religion vertreibt die Ketzerei. Er verließ die französische Akademie und mietete ein Atelier im Palazzo Farnese, das er sein ganzes Leben lang unterhielt. Er präsentierte ein Werk von lange nicht gesehener Lebendigkeit, besonders im Vergleich zum viel steiferen Pendant von Jean-Baptiste Théodon. Mit dieser Arbeit noch nicht fertig, gewann Le Gros 1697 unter großem Beifall den Wettbewerb für die Hauptfigur des Altars, die Silberstatue des heiligen Ignatius.

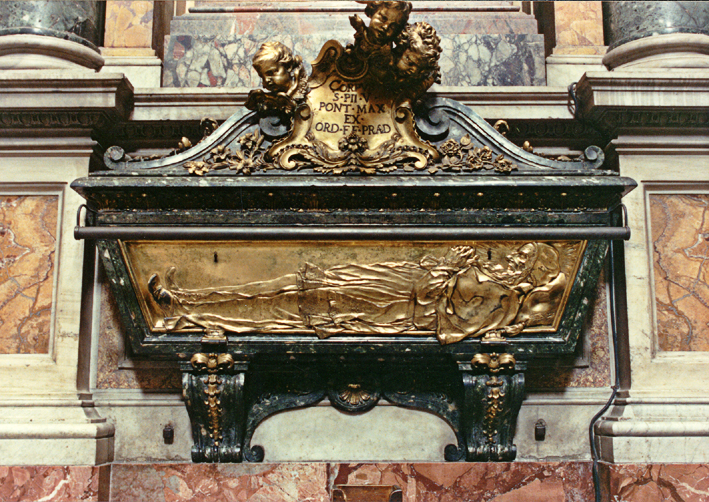
Grabmal von Papst Pius V. (Rom, Santa Maria Maggiore), 1697–1698.

Gleichzeitig arbeitete er für die Jesuiten am Altar des heiligen Luigi Gonzaga, erneut nach Vorgaben von Pozzo. Mit dem riesigen Retabel gelang Le Gros bereits frühzeitig eines seiner Hauptwerke. In neuartiger Weise verknüpfte er hier Eigenschaften des Reliefs mit denen der Statue, hob einerseits den Heiligen plastisch wie chromatisch heraus, band ihn andererseits in die Fläche ein.
Auch die Dominikaner wurden zu dieser Zeit auf Le Gros aufmerksam. Ihr Ordensmeister Antonin Cloche war damit beschäftigt, den Prozess der Kanonisierung von Pius V. in die Wege zu leiten. 1697 bestellte er deshalb von Le Gros einen Prunksarkophag für eine würdevolle Grablege des Papstes. All diese Werke waren pünktlich zum Heiligen Jahr 1700 fertig.

### Festigung des Ansehens
1700 wurde er zum Mitglied der Accademia di San Luca gewählt. 1701 heiratete er die Pariserin Marie Petit. Nach deren Tod heiratete er 1704 Marie-Charlotte Houasse, die Tochter des Direktors der französischen Akademie in Rom. Durch seine früheren Leistungen sowohl von den Jesuiten wie von den Dominikanern geschätzt, kam er in den Genuss einer ganzen Reihe von Anschlussaufträgen beider Orden.
Durch den 1700 gewählten kunstsinnigen Papst Clemens XI. brach zudem eine neue Phase einer vom Papst selbst gesteuerten Kunstpolitik an. Lange Zeit erwogene Ausschmückungen päpstlicher Kirchen wurden nun verwirklicht. Zunächst erlaubte Clemens den religiösen Gemeinschaften, im Petersdom für ihre jeweiligen Gründer Statuen zu errichten. Allein die Dominikaner sahen jedoch Anlass zur Eile, um sich den besten Platz zu sichern. Bereits im April 1702 wurde ein von Le Gros geschaffenes Modell der Statue des heiligen Dominikus im Chor des Petersdoms begutachtet und bis 1706 in Marmor umgesetzt.

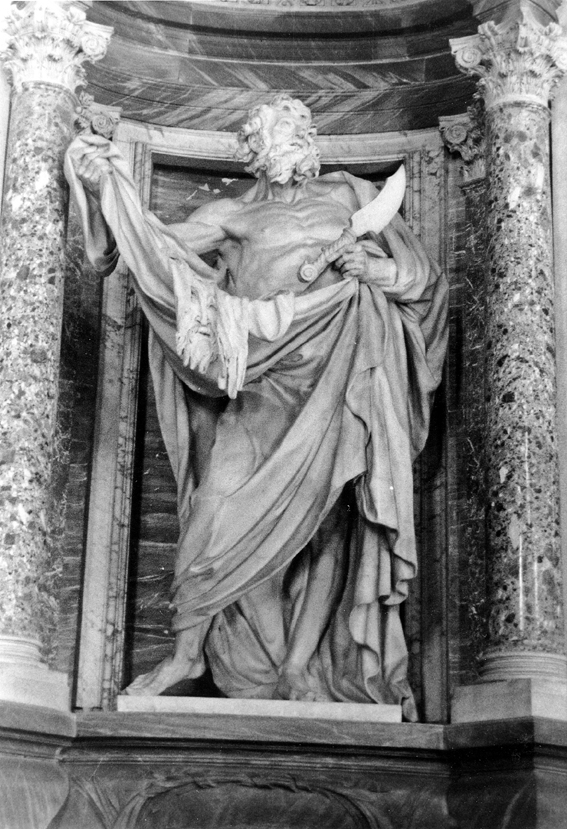
Apostel Bartholomäus (Rom, San Giovanni in Laterano), etwa 1703–1712.

Gleichzeitig entfaltete sich mit dem Zyklus der zwölf Apostelstatuen für die Lateranbasilika über eineinhalb Jahrzehnte ein bitterer Wettstreit um die künstlerische Führung in Rom. Das gesamte Projekt hatte von Anfang an eine politische Dimension. Der Papst gab Richtlinien vor, wälzte die Kosten von elf Statuen jedoch auf andere Fürsten ab, die als Stifter fungierten. Der von Clemens mit Ehrungen überhäufte, nun fast 80-jährige Maler Carlo Maratti zeichnete Entwurfsskizzen, nach denen die jeweils gewählten Bildhauer eine Monumentalstatue anfertigen sollten. Rasch wurde über diese Bevormundung Protest laut, der Théodon zum Rücktritt führte, während sich die meisten anderen Bildhauer widerwillig in ihr Schicksal fügten. Einzig Le Gros war es erlaubt, zwei Apostel nach eigenem Entwurf zu arbeiten. Sein größter Konkurrent, Camillo Rusconi, folgte hingegen bereitwillig den Vorgaben Marattis, mit dem er eine Vorliebe für einen stärker klassizistisch ausgerichteten Barockstil teilte.
Durch das dynastische Grabmonument für die Familie La Tour ergab sich für Le Gros die Möglichkeit, einer traditionell französischen Aufgabenstellung neue Möglichkeiten abzugewinnen. Das Monument war ein Auftrag des französischen Gesandten in Rom, Kardinal Bouillon, und für die Abtei Cluny bestimmt, deren Generalabt er war. Es umfasste insbesondere die Sitzfiguren von dessen Eltern, Frédéric-Maurice de La Tour d'Auvergne, duc de Bouillon, und Éléonore de Bergh. Die szenische Zusammenstellung beider sollte auf die Konversion des Herzogs unter dem Einfluss seiner Gattin anspielen. Da sich der Kardinal jedoch gegen Ludwig XIV. auflehnte und Landesflucht beging, wurde die Errichtung durch königliche Beamte unterbunden. Die aus Rom gelieferten Einzelteile lagen ab 1709 fast ein Jahrhundert lang in Kisten verpackt in Cluny. Das originelle Monument von Le Gros kam deshalb nie zur Geltung und hatte keinerlei Wirkung auf die Entwicklung der französischen Kunst.

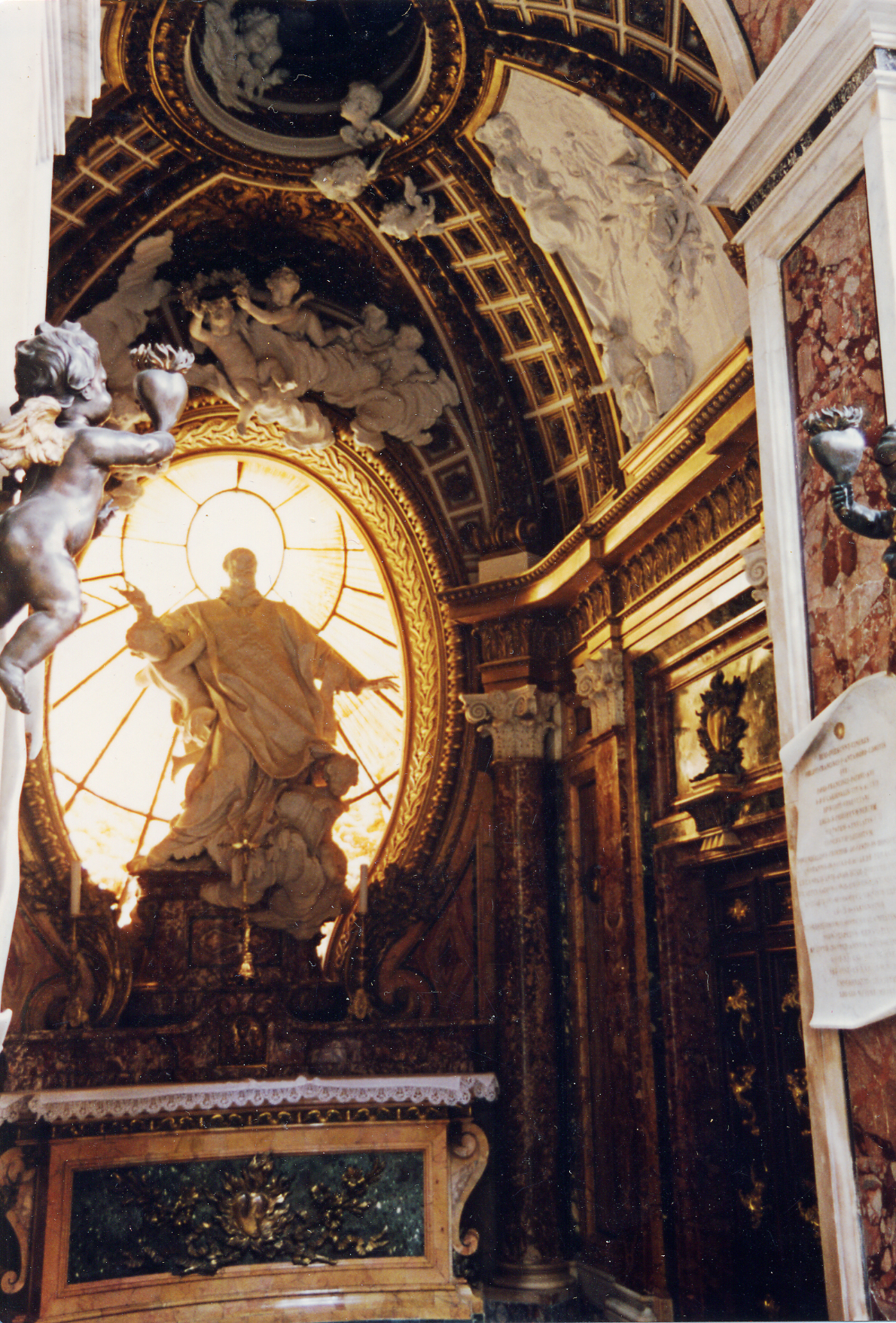
Cappella Antamori (Rom, San Girolamo della Carità), 1708–1710.

Eine einzigartige Zusammenarbeit mit dem Architekten Filippo Juvarra, einem engen Freund, führte ab 1708 zur künstlerisch herausragenden Schöpfung der Cappella Antamori in San Girolamo della Carità. Den Mittelpunkt bildet eine schwebend dargestellte Figur des Heiligen Filippo Neri, deren eindrucksvolle Silhouette von einem goldenen Gegenlicht hervorgehoben wird. Erhaltene Zeichnungen belegen, wie beide Künstler Vorschläge zur Gestaltung der Architektur wie der Skulptur austauschten und offenbar lebhaft diskutierten.

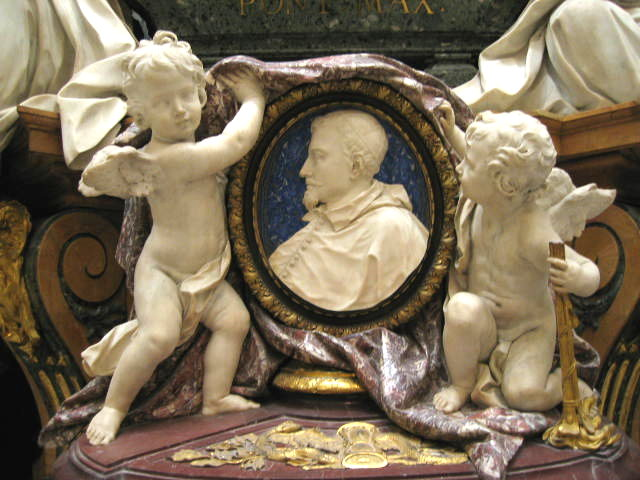
Kardinal Ludovico Ludovisi (Rom, Sant'Ignazio), etwa 1709–1714.

Die inspirierte Verknüpfung zweier Grabmäler für Personen unterschiedlichen Ranges offenbart sich im Konzept des Grabmonuments für Papst Gregor XV. und Kardinal Ludovico Ludovisi. Dem um eine Sitzstatue komponierten Papstgrabmal fügte Le Gros ein kleineres mit einem kostbaren Bildnismedaillon des Nepoten ein. Unter Aufsicht der Jesuiten ausgeführt, wurden hier besonders die Verdienste beider Bestatteten um den heiligen Ignatius betont. Die zwei schwebenden Famae wurden von Pierre-Étienne Monnot nach Vorgaben von Le Gros ausgeführt.

### Das Ende

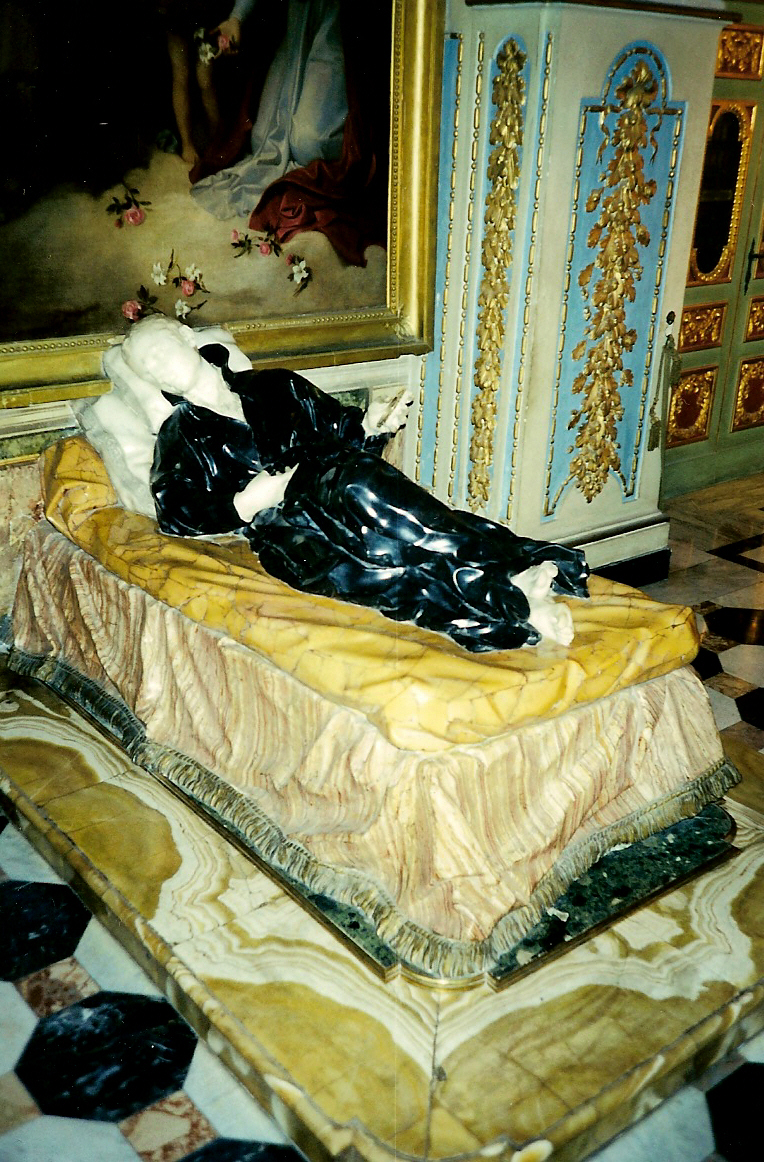
Heiliger Stanislaus Kostka auf dem Sterbelager (Rom, Jesuitenkonvent bei Sant’Andrea al Quirinale), 1702–1703.

1713 zerschlugen sich die Hoffnungen, den französischen König zur Finanzierung des letzten Lateranapostels zu bewegen und die Durchführung Le Gros zu übertragen. Im selben Jahr war Le Gros als Berater in einer Kommission für die Ausstattung der Kapelle des heiligen Stanislaus Kostka in Sant’Andrea al Quirinale. Er selbst hatte ein Jahrzehnt vorher eine Liegestatue des Heiligen für dessen Sterbeort im angeschlossenen Konvent geschaffen. Diese schlug er nun vor, in die Kirche zu versetzen. Durch eine unnachgiebige Haltung gegenüber allen Vorbehalten verdarb er sich jedoch die jahrelange Gunst der Jesuiten. Ein Jahr später starb der Vater von Le Gros in Paris, und er selbst litt an akut lebensbedrohenden Gallensteinen. Etwas erholt, begab er sich 1715 in seine Heimatstadt, um sich operieren zu lassen und sein Erbe zu regeln. Dort nahm ihn der befreundete Kunstförderer und Bankier Pierre Crozat in seinem Haus auf, wo Le Gros eine heute zerstörte Stuckdekoration ausführte. Zudem erwog er nun vielleicht, sich wieder in Paris niederzulassen. Die feindliche Haltung seiner Künstlerkollegen in der königlichen Akademie veranlasste ihn jedoch rasch zur Rückkehr nach Rom.
Dort war seine Abwesenheit als Vorwand genommen worden, die letzte Lateranskulptur an Rusconi zu vergeben. Nunmehr mit vier Apostelstatuen betraut, vermochte Rusconi damit alle anderen Bildhauer, und besonders Le Gros, klar auszustechen. Auch die Kunstpolitik an der Accademia di San Luca hatte despotische Züge angenommen. Mit den neuen Statuten von 1715 wurden auch Künstler, die der Institution nicht angehörten, tributpflichtig erklärt. Bei seiner Rückkehr 1716 unterstützte Le Gros den darüber ausgebrochenen Protest und wurde deshalb aus der Akademie ausgeschlossen. Durch diese Ächtung wurde ihm praktisch auch der Zugang zu öffentlichen Aufträgen versperrt. Der einzige neue Auftrag für zwei Fassadenskulpturen in Turin erreichte Le Gros durch Juvarra, der inzwischen als Hofarchitekt in Savoyen wirkte.
Besondere Verbitterung bereitete Le Gros jedoch Ende 1718 die Ernennung von Rusconi zum Ritter. Während dieser vom Papst damit für seine Verdienste um den Lateran gewürdigt wurde, blieb ihm selbst jegliche Anerkennung versagt. Darf man Mariette glauben, so lastete dieser Gram schwer auf seiner Gesundheit. 53-jährig starb Pierre Le Gros wenige Monate später an einer Lungenentzündung und wurde in der französischen Nationalkirche San Luigi dei Francesi beigesetzt. Erst 1725 wurde er postum als Mitglied der Accademia di San Luca rehabilitiert.

## Bedeutung und Wirkung

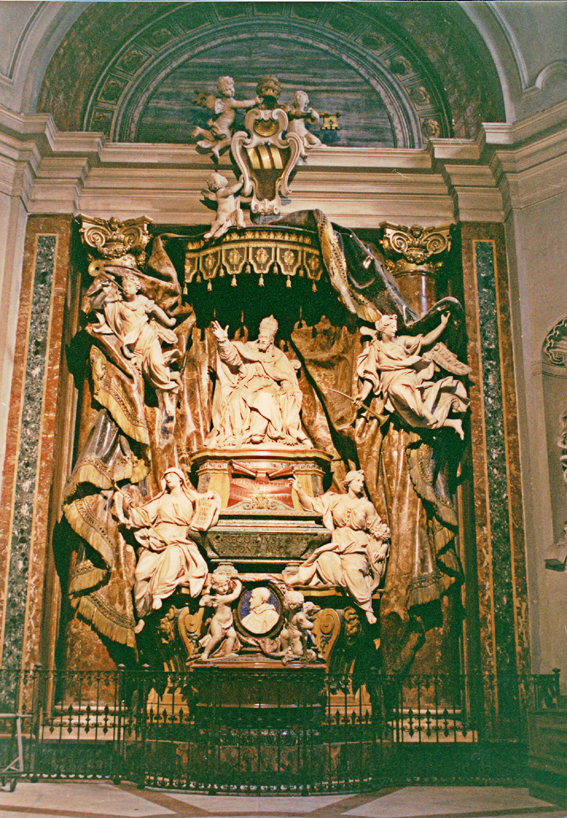
Grabmonument für Papst Gregor XV. und Kardinal Ludovico Ludovisi (Rom, Sant'Ignazio), etwa 1709–1714.

Le Gros ist heute von Kunstinteressierten weitgehend vergessen, teilt dieses Schicksal jedoch mit fast allen in Rom wirkenden Künstlern seiner Zeit. Nach der pauschalen Verdammung des Barock vom 18. bis weit ins 20. Jahrhundert gelang es inzwischen, Gianlorenzo Bernini oder Francesco Borromini im öffentlichen Bewusstsein den ihnen gebührenden hohen Rang einzuräumen. Le Gros, Rusconi, Maratti oder Carlo Fontana werden aber noch immer zumeist als reine Epigonen angesehen. Zu Lebzeiten hingegen galten sie europaweit als herausragende Größen, die von Generationen nachwachsender Künstler als Vorbilder geschätzt wurden.
Ein unvoreingenommener Blick bezeugt Le Gros als treibende Kraft in einem internationalen Milieu. Während das Familienleben sehr französisch ausgerichtet war, zählten zu den engsten Freunden Maler wie der Niederländer Gaspar van Wittel, der Franzose Nicolas Vleughels und der Italiener Sebastiano Conca, daneben Architekten wie der Italiener Juvarra und der Franzose Oppenordt, unter den Bildhauern Angelo de' Rossi sowie die treuen Schüler und Mitarbeiter Paolo Campi und Gaetano Pace. Zudem führte der Bedarf für Assistenten über die Jahre eine Schar junger Bildhauer und Maler aus ganz Europa in sein Atelier. Noch vor 1700 waren etwa der Engländer Francis Bird und der Franzose Guillaume Coustou seine Werkstattgehilfen. Beide sollten sodann in ihren Heimatländern bedeutende künstlerische Leistungen hervorbringen. Neben der direkten Verbreitung seines Stils durch Schüler finden sich auch Kopien bedeutender Statuen wie der heiligen Dominikus, Ignatius oder des Apostels Bartholomäus in weiten Teilen Europas. Die Werke von Le Gros wurden auch nach seinem Tod studiert, wie etwa Skizzen von Edme Bouchardon beweisen. Noch im späten 18. Jahrhundert wurde seine Vetturie von Pariser Akademielehrern als vorbildhaftes Meisterwerk beschrieben, deren Qualität das antike Vorbild weit überträfe. Die Bedeutung von Le Gros für die europäische Kunst des 18. Jahrhunderts steht damit außer Frage.

### Künstlerischer Stil

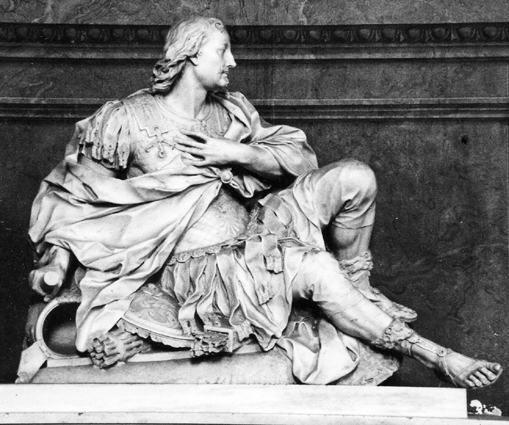
Frédéric-Maurice de La Tour d'Auvergne, duc de Bouillon (Cluny, Hôtel-Dieu), zwischen 1697 und 1707.

Le Gros war in der Marmorbearbeitung der größte Virtuose seiner Zeit und bewies ein ausgesprochenes Geschick für vielfältige Oberflächengestaltung. Er konnte das dargestellte Material wirkungsvoll spürbar machen, sei es zarte menschliche Haut, wirres Haar, filigrane Spitzen, steife Lederriemen oder metallische Rüstungen.

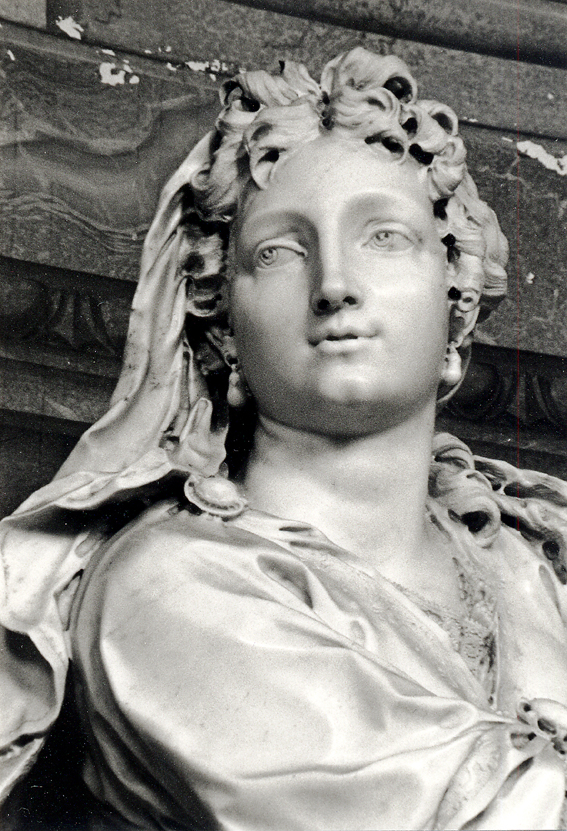
Eléonor-Fébronie de Bergh, duchesse de Bouillon (Cluny, Hôtel Dieu), zwischen 1697 und 1707.

Le Gros hatte stets eine Tendenz, seine Bildwerke reliefartig zu entfalten. Der breit angelegte Umriss war ihm wichtiger als ein Arbeiten mit Masse und Raum. Wenngleich die Gestaltung im Detail wie in der Großform sehr plastisch ist, findet sich doch auch zumeist eine Anlage in Schichten. Dabei sind die Statuen durchaus nicht einansichtig, weil er die Kompositionslinien im Raum entwickelte und um die Figur herumführte. Während ein klassischer denkender Künstler wie Rusconi die räumliche Entwicklung eng mit der Anatomie der Figur verknüpfte, erreichte Le Gros dies mit einer Fülle von frei modellierbarem Gewand und ausgreifenden Gesten. Daneben zeigte er einen geschärften Sinn für nuancierte Licht- und Schattenwirkungen, ob es sich um die Hervorhebung der stark polierten, schneeweiß erscheinenden Figur des Luigi Gonzaga handelte oder um die tief verschattete Gestalt des Filippo Neri. Als einer von nur wenigen Bildhauern aller Zeiten vermochte Le Gros, die monumentale Wirkung einer Statue mit einer fein gestalteten Detailform zu verbinden, ohne grotesk zu wirken. Deshalb lohnt sich auch bei seinen überlebensgroßen Figuren das nahe Herantreten.

## Wichtige Werke
- Vetturie (Paris, Jardin des Tuileries), 1692–1695, lebensgroße Marmorstatue. Diese Antikenkopie wurde erst 1715 aus Rom nach Frankreich verschifft. Zunächst im Park von Marly aufgestellt, kam sie 1722 in die Tuilerien (Fotoserie hier).
- Die Religion vertreibt die Ketzerei (Rom, Il Gesù, Ignatius-Altar), 1695–1698, überlebensgroße Marmorgruppe.
- Heiliger Ignatius (Rom, Il Gesù, Ignatius-Altar), 1697–1699, überlebensgroße Silberstatue (Gesamtansicht des Altars hier).
- Papst Pius V. (Rom, Santa Maria Maggiore, Cappella Sistina), 1697–1698, vergoldete Bronze. Das Relief ist heute nur auf Anfrage zu sehen. Es dient als Frontklappe für den Sarkophag des Papstes und ist meistens offen, um den Blick auf die Gebeine zu gewähren.
- Heiliger Luigi Gonzaga (Rom, Sant’Ignazio), 1697–1699, monumentales Marmorrelief (Fotoserie hier).
- Grabmal für die Familie La Tour (Cluny, Hôtel-Dieu), überlebensgroße Figuren und Schlachtenrelief. Der Auftrag erging zwischen 1697 und 1701, die Durchführung ist spätestens 1707 vollendet. 1709 kommt es in der Abtei von Cluny an (Fotos und Beschreibung hier).
- Heiliger Franz Xaver (Rom, Sant'Apollinare), 1702, lebensgroße Marmorstatue. Das seitenvertauschte Terrakottamodell befindet sich in der Eremitage, Sankt Petersburg (Foto hier).
- Tobit und Gabael (Rom, Cappella del Monte di Pietà), 1702–1705, Marmorrelief. Das Pendant fertigte erneut Théodon.
- Heiliger Stanislaus Kostka auf dem Sterbelager (Rom, Jesuitenkonvent bei Sant'Andrea al Quirinale), 1702–1703, Liegestatue aus verschiedenfarbigem Marmor.
- Heiliger Dominikus (Rom, Sankt Peter), 1702–1706, monumentale Marmorstatue (Foto hier).
- Apostel Thomas (Rom, San Giovanni in Laterano), etwa 1703–1711, Marmorstatue, etwa 425 cm hoch (Foto hier). Das sehr viel lebhaftere Terrakottamodell befindet sich im Los Angeles County Museum of Art (Foto hier).
- Apostel Bartholomäus (Rom, San Giovanni in Laterano), etwa 1703–1712, Marmorstatue, etwa 425 cm hoch.
- Kardinal Girolamo Casanate (Rom, Biblioteca Casanatense), 1706–1708, überlebensgroße Marmorstatue.
- Heiliger Filippo Neri (Rom, San Girolamo della Carità, Cappella Antamori), 1708–1710, lebensgroße Marmorstatue.
- Grabmonument für Papst Gregor XV. und Kardinal Ludovico Ludovisi (Rom, Sant'Ignazio), etwa 1709–1714, figürliche Teile aus Marmor (Fotos hier).
- Fürbitte des Heiligen Franz von Paola (Rom, San Giacomo degli Incurabili, Cappella di San Francesco di Paola), 1711–1714, Marmorrelief. Le Gros ist auch Architekt der Kapelle (Foto hier).
- Kaiser Heinrich II. (Montecassino, Benediktinerabtei, Chiostro dei Benefattori), 1714–1719, lebensgroße Marmorstatue. 1944 im Krieg durch Bomben beschädigt, heute restauriert.
- Heilige Christina und Heilige Theresa (Turin, Dom), etwa 1717–1719, überlebensgroße Marmorstatuen. Die Figuren wurden für die Fassade von Santa Cristina in Turin geschaffen. Sie wurden jedoch als zu gut empfunden, um sie der Witterung auszusetzen, und nie im Freien aufgestellt.